# Стокхолмчани
Това е списък на известни личности, свързани с град Стокхолм, Швеция.

## Родени в Стокхолм
- Астрид Шведска (1905 – 1935), кралица на белгийците
- Бени Андершон (р. 1946), музикант
- Биби Андершон (р. 1935), актриса
- Бьорн Борг (р. 1956), тенисист
- Карл Микаел Белман (1740 – 1795), поет и музикант
- Карл Ялмар Брантинг (1860 – 1925), политик
- Гунар Бьорнстранд (1909 – 1986), актьор
- Густав II Адолф (1594 – 1632), крал
- Карл XII (1682 – 1718), крал
- Джон Ливън (р. 1963), рокмузикант
- Томас Линдал (р. 1938), биохимик
- Сам Лундвал (р. 1941), писател
- Долф Лундгрен (р. 1957), киноартист
- Ингви Малмстийн (р. 1963), рок музикант
- Сесилия Малмстрьом (р. 1968), политик
- Ролф де Маре (1888 – 1964), балетен мениджър
- Мик Микели (р. 1962), рок музикант
- Николай Николаев (1887 – 1961), български политик
- Алфред Нобел (1833 – 1896), предприемач
- Ане Софи фон Отер (р. 1955), оперна певица
- Улоф Палме (1927 – 1986), политик
- Ерик Придс (р. 1976), музикант
- Ивар Рот (1888 – 1972), финансист
- Емануел Сведенборг (1688 – 1772), учен, философ и теолог
- Магнус Стенбок (1664 – 1717), генерал
- Аугуст Стриндберг (1842 – 1912), драматург
- Алис Тимандер (1915 – 2007), зъболекарка и киноактриса
- Туре де Тулструп (1848 – 1930), илюстратор
- Лена Улин (р. 1955), шведска актриса
- Улрика Елеонора (1688 – 1741), кралица
- Артур Хазелиус (1833 – 1901), етнограф
- Свен Хедин (1865 – 1952), изследовател
- Алф Шьобери (1909 – 1980), режисьор
- Ерланд Юсефсон (р. 1923), актьор

## Починали в Стокхолм
- Сванте Август Арениус (1859 – 1927), химик
- Клас Понтус Арнолдсон (1844 – 1916), политик
- Карл Микаел Белман (1740 – 1795), поет и музикант
- Йонс Берцелиус (1779 – 1848), химик
- Карл Ялмар Брантинг (1860 – 1925), политик
- Норберт Винер (1894 – 1964), математик и логик
- Аксели Гален-Калела (1865 – 1931), финландски художник
- Густав I (1496 – 1560), крал
- Рене Декарт (1596 – 1650), френски философ
- Нели Закс (1891 – 1970), писателка
- Мане Зигбан (1886 – 1978), физик
- Ерик Аксел Карлфелт (1864 – 1931), поет
- София Ковалевска (1850 – 1891), руска математичка и писателка
- Пер Хенрик Линг (1776 – 1839), физиотерапевт
- Астрид Линдгрен (1907 – 2002), детска писателка
- Хари Мартинсон (1904 – 1978), писател и поет
- Аксел Мунте (1857 – 1949), писател
- Алва Мюрдал (1902 – 1986), писателка
- Свен Нюквист (1922 – 2006), кинооператор
- Улоф Палме (1927 – 1986), политик
- Кристофер Полхем (1661 – 1751), изобретател
- Аугуст Стриндберг (1842 – 1912), драматург
- Алис Тимандер (1915 – 2007), зъболекарка и киноактриса
- Ингрид Тюлин (1926 – 2004), киноактриса
- Улрика Елеонора (1688 – 1741), кралица
- Гунар Фишер (1910 – 2011), кинооператор
- Артур Хазелиус (1833 – 1901), етнограф
- Свен Хедин (1865 – 1952), изследовател
- Алф Шьобери (1909 – 1980), режисьор
- Виктор Шьострьом (1879 – 1960), режисьор и актьор
- Ейвинд Юнсон (1900 – 1976), писател

## Други
- Никола Антонов (1888 – 1979), български дипломат, посланик през 1939 – 1942
- Селма Лагерльоф (1858 – 1940), писателка, завършва висше образование през 1882